# František Kuřina
František Kuřina (* 15. června 1932 v Chrástu, části Pivkovic) je český matematik a bývalý učitel této vědy. Je rovněž publicistou a amatérským fotografem.

## Život
Základní školu absolvoval v jihočeském Bavorově, následně absolvoval gymnázium, po kterém pokračoval na Matematicko-fyzikální fakultě Univerzity Karlovy, kde vystudoval obor učitelství matematiky a deskriptivní geometrie.
Po studiích vyučoval na středních školách v Českém Krumlově a poté v Dobrušce. Následně roku 1960 nastoupil coby odborný asistent na tehdejší Pedagogický institut v Hradci Králové. Zaměřoval se zde na výuku geometrie na základních a středních školách. V roce 1964 se královéhradecký Pedagogický institut sloučil s pardubickým a vznikla Pedagogická fakulta v Hradci Králové, jež se roku 1992 přejmenovala na Vysokou školu pedagogickou v Hradci Králové a o osm let později (2000) se stala jednou ze zakládajících fakult Univerzity Hradec Králové. Na ní se v listopadu 2018 Kuřina stal prvním emeritním profesorem. Odborně se podílel i na činnosti Kabinetu pro vyučování matematiky Matematického ústavu Akademie věd České republiky a spolupracoval rovněž s univerzitami ve své vlasti či v zahraničí.
Ideově spolupracoval s profesorem Milanem Hejným na vývoji jeho metody výuky matematiky, byť k jím navrhované metodě zaujímal v některých jejích částech i kritický názor.

## Dílo
Ke Kuřinovým publikacím se řadí:
- HEJNÝ, Milan; KUŘINA, František. Dítě, škola a matematika. 1. vyd. Praha: Portál, 2001. 187 s. ISBN 80-7178-581-4.
- KUŘINA, František; PŮLPÁN, Zdeněk. Podivuhodný svět elementární matematiky. 1. vyd. Praha: Academia, 2006. 278 s. ISBN 80-200-1366-0.
- KUŘINA, František, a kol. Matematika a porozumění světu. 1. vyd. Praha: Academia, 2009. 332 s. ISBN 978-80-200-1743-7.